# Jesús según Josefo

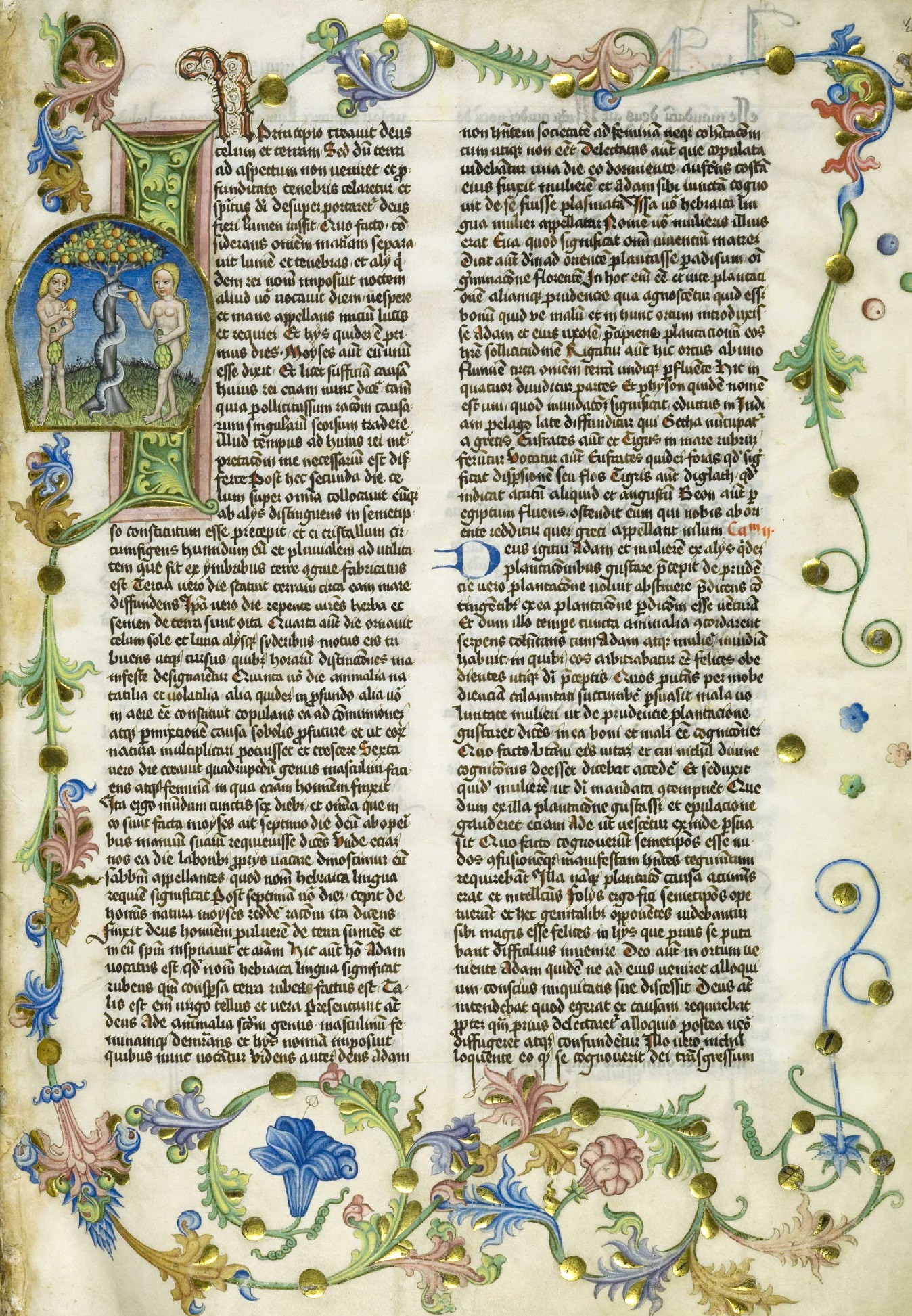
Una página de una copia de 1466 de Antigüedades judías.

Los manuscritos existentes de los escritos del historiador judeo-romano del siglo I Flavio Josefo incluyen referencias a Jesús y los orígenes del cristianismo. Las Antigüedades judías de Josefo, escritas alrededor de 93 a 94 d. C., incluyen dos referencias a Jesús en los libros 18 y 20 y una referencia a Juan el Bautista en el libro 18.
La opinión académica varía sobre la autenticidad total o parcial de la referencia en el libro 18, capítulo 3, 3 de las Antigüedades: un pasaje que dice que Jesús, el Mesías, era un sabio maestro que fue crucificado por Pilato; declaración generalmente llamada el Testimonium Flavianum. El punto de vista académico general es que, mientras que el Testimonium Flavianum es probablemente no auténtico en su totalidad, se acuerda ampliamente que originalmente consistía en un núcleo auténtico, que después fue sujeto a la expansión/alteración cristiana. Aunque la naturaleza exacta y el alcance de la redacción cristiana siguen siendo poco claros, existe un amplio consenso en cuanto a lo que el texto original del Testimonium de Josefo habría sido parecido.
La erudición moderna ha reconocido en gran medida la autenticidad de la referencia en el libro 20, capítulo 9, 1 de las Antigüedades sobre «el hermano de Jesús, quien fue llamado Cristo, cuyo nombre era Jacobo» y considera que tiene el más alto nivel de autenticidad entre los referencias de Josefo al cristianismo. Sin embargo, el estudioso del Nuevo Testamento Robert M. Price especula que Josefo pudo haber considerado a Jacobo un hermano fraterno en lugar de un hermano en el pleno sentido de la palabra.
Casi todos los estudiosos modernos consideran la referencia en el libro 18, capítulo 5, 2 de las Antigüedades sobre el encarcelamiento y la muerte de Juan el Bautista también como auténtica.
Las referencias que se encuentran en las Antigüedades no tienen textos paralelos en los otros trabajos de Josefo como La guerra de los judíos, escrita veinte años antes, pero algunos estudiosos han dado explicaciones de su ausencia. Existen algunas variaciones entre las declaraciones de Josefo con respecto a las muertes de Jacobo y Juan el Bautista, y los relatos del Nuevo Testamento. Los estudiosos suelen considerar estas variaciones como indicaciones de que los pasajes de Josefo no son interpolaciones, pues un interpolador cristiano habría hecho corresponder los textos a los relatos del Nuevo Testamento; no hacerlos diferir de ellos.

## Los tres pasajes

### Jacobo, el hermano de Jesús
En Antigüedades judías (libro 20, capítulo 9, 1) Josefo se refiere a la lapidación de «Jacobo el hermano de Jesús» por orden de Ananías ben Ananías, un Sumo Sacerdote de la era herodiana. El Jacobo al que este pasaje se refiere es muy probablemente Jacobo, el primer obispo de Jerusalén, también llamado Jacobo el Justo en la literatura cristiana, y al que le ha sido atribuida Epístola de Santiago.
Las traducciones de los escritos de Josefo a otros idiomas a veces incluyen pasajes que no se encuentran en los textos griegos, aumentando la posibilidad de interpolación; sin embargo, este pasaje sobre Jacobo se encuentra en todos los manuscritos, incluyendo los textos griegos.
El contexto del pasaje es el período que siguió a la muerte de Porcio Festo, y el viaje a Alejandría de Luceyo Albino, el nuevo procurador romano de Judea, quien ocupó ese cargo desde el año 62 al 64. Debido a que el viaje a Alejandría de Albino tenía que haber concluido a más tardar en el verano del 62 d. C., la fecha de muerte de Jacobo puede ser asignada con cierta certeza a alrededor de ese año. El cronista del siglo II Hegesipo también dejó un relato de la muerte de Jacobo, y si bien los detalles que ofrece divergen de los de Josefo, los dos relatos comparten elementos similares.
En representación de la opinión contraria, Richard Carrier sostiene que las palabras «llamado Cristo» serían probablemente el resultado de la inserción accidental de una nota marginal añadida por algún lector desconocido. Propone que el texto original se refería a un hermano Jacobo del sumo sacerdote Jesús ben Damneo, mencionado en la misma narrativa, dada la naturaleza recta hacia adelante del texto sin la inserción. Jacobo (el hermano de Jesús) es ejecutado por Ananías. Los judíos se enojan por esto. Se hacen quejas y demandas. El rey remueve a Ananías de su cargo. Jesús, el hijo de Damneo, es designado sumo sacerdote.
La erudición moderna ha reconocido casi universalmente la autenticidad de la referencia a «el hermano de Jesús, quien fue llamado Cristo, cuyo nombre era Jacobo» y ha rechazado que sea el resultado de la interpolación posterior. Por otra parte, en comparación con el registro de la muerte de Jacobo por Hegesipo, la mayoría de los estudiosos consideran el de Josefo como el más históricamente confiable. Sin embargo, algunos estudiosos cuestionan la autenticidad de la referencia, sobre la base de varios argumentos, pero se fundamentan principalmente en la observación de que varios detalles en La guerra de los judíos difieren de él.

### Juan el Bautista

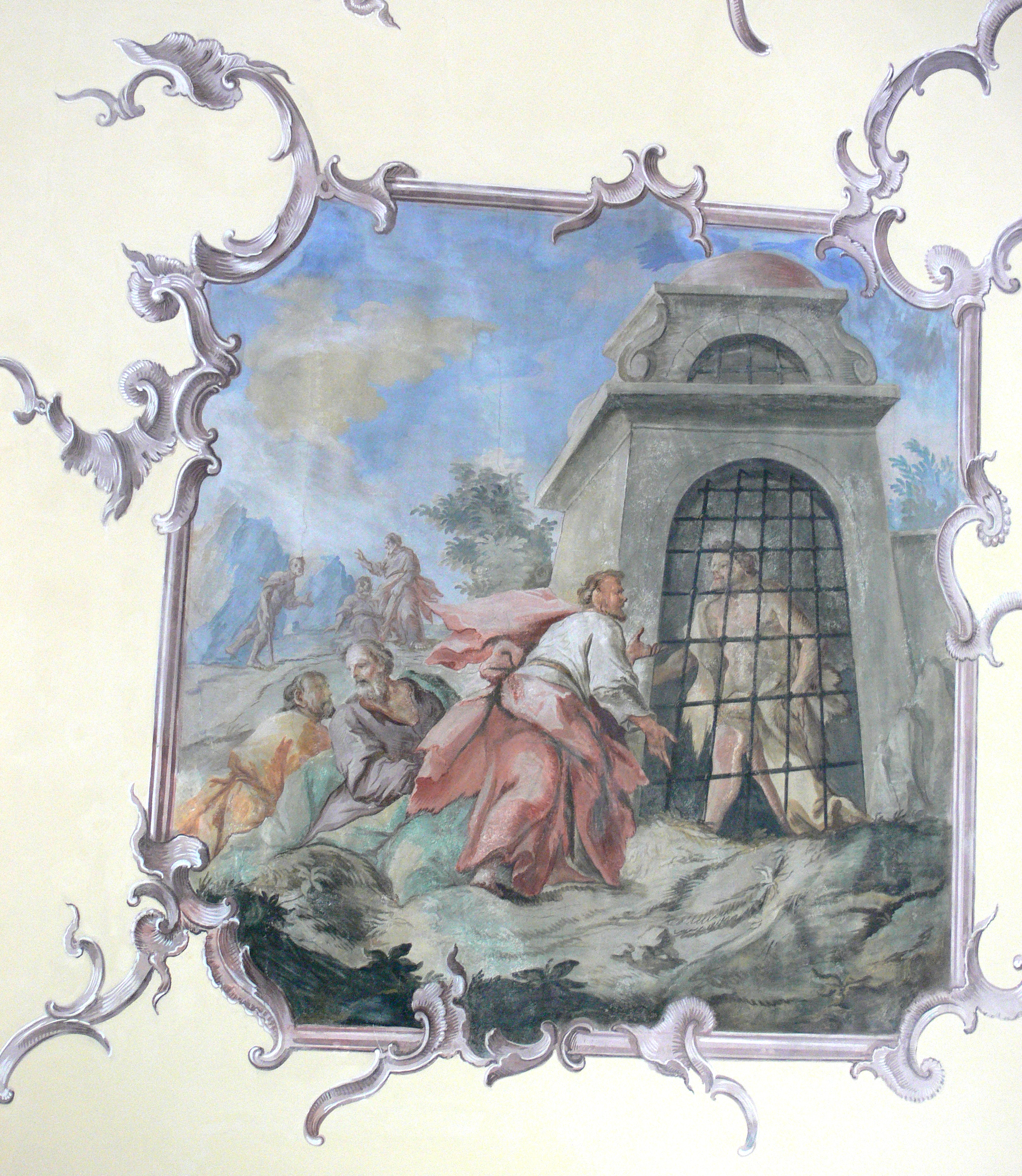
Juan el Bautista en prisión, por Hafner, 1750.

En Antigüedades judías (libro 18, capítulo 5, 2) Josefo se refiere a la pena de prisión y la muerte de Juan el Bautista por orden de Herodes Antipas, el gobernante de Galilea y Perea. El contexto de esta referencia es la derrota de Herodes Antipas en el 36 d. C., en su conflicto con Aretas IV de Nabatea, que los judíos de la época atribuyeron a la desgracia provocada por la ejecución injusta de Juan por parte de Herodes.
Casi todos los estudiosos modernos consideran este pasaje auténtico en su totalidad, aunque un pequeño número de autores lo han cuestionado. Debido a la muerte de Juan también aparece prominentemente en los evangelios cristianos, este pasaje se considera una importante conexión entre los eventos que Josefo registró, la cronología de los evangelios y las fechas para el ministerio de Jesús. Unos investigadores han cuestionado el pasaje, alegando que la ausencia de la manipulación o la interpolación cristiana en sí no demuestra la autenticidad. Mientras que este pasaje es la única referencia a Juan el Bautista fuera del Nuevo Testamento, es ampliamente considerado por la mayoría de los estudiosos como confirmación de la historicidad de los bautismos que Juan realizaba.
Mientras tanto, si bien los evangelios y Josefo se refieren a Herodes Antipas matando a Juan el Bautista, difieren en los detalles y el motivo. Los evangelios presentan esto como consecuencia del matrimonio de Herodes Antipas y Herodías en desafío de la ley judía (Mateo 14:4, Marcos 6:18); Josefo se refiere a ello como una medida preventiva de Herodes para sofocar un posible levantamiento.
Aunque Josefo identifica la ubicación del encarcelamiento de Juan como Maqueronte, al sureste de la desembocadura del río Jordán, los evangelios no mencionan ninguna ubicación del lugar donde fue encarcelado Juan. Según otros relatos históricos, Maqueronte fue reconstruido por Herodes el Grande alrededor del 30 a. C. y luego pasó a manos de Herodes Antipas. La fecha 36 d. C., para el conflicto con Aretas IV (mencionado por Josefo) es consistente con la fecha aproximada del matrimonio de Herodes Antipas y Herodías estimada por otros métodos históricos.

### Testimonium Flavianum
El Testimonium Flavianum (es decir, el testimonio de Flavio Josefo) es el nombre dado al pasaje encontrado en el libro 18, capítulo 3, 3 (o véase el texto griego) de las Antigüedades en el que Josefo describe la condena y crucifixión de Jesús a manos de las autoridades romanas. El Testimonium es probablemente el pasaje más discutido de Josefo.
La referencia más temprana segura a este pasaje se encuentra en los escritos del apologista e historiador cristiano del siglo IV Eusebio, que utiliza ampliamente las obras de Josefo como fuente de su propia Historia de la Iglesia. Escribiendo a más tardar en el año 324, Eusebio cita el pasaje esencialmente de la misma forma que se conserva en los manuscritos existentes. Por lo tanto, se ha sugerido que parte o la totalidad del pasaje puede haber sido invención propia de Eusebio, a fin de proporcionar una autoridad judía exterior para la vida de Cristo. Algunos sostienen que la redacción del Testimonium difiere del estilo de escritura habitual de Josefo y que, como un judío, no habría utilizado un término como «Mesías».
De los tres pasajes que se encuentran en las Antigüedades de Josefo, este pasaje, si es auténtico, ofrecería el apoyo más directo a la crucifixión de Jesús. El punto de vista académico general es que mientras que el Testimonium Flavianum es más probablemente no auténtico en su totalidad, originalmente consistía en un núcleo auténtico con una referencia a la ejecución de Jesús por Pilato, que fue entonces objeto de interpolación. James Dunn afirma que hay un «amplio consenso» entre los estudiosos con respecto a la naturaleza de la auténtica referencia a Jesús en el Testimonium y lo que se vería en el pasaje sin las interpolaciones. Entre otras cosas, la autenticidad de este pasaje podría ayudar a dar sentido a la referencia posterior en el libro 20, capítulo 9, 1, donde Josefo se refiere a la lapidación de «Jacobo, el hermano de Jesús». Un número de estudiosos argumentan que la referencia a Jesús en este pasaje posterior como «el llamado Cristo» se refiere a la referencia al principio del Testimonium.

### Manuscritos existentes

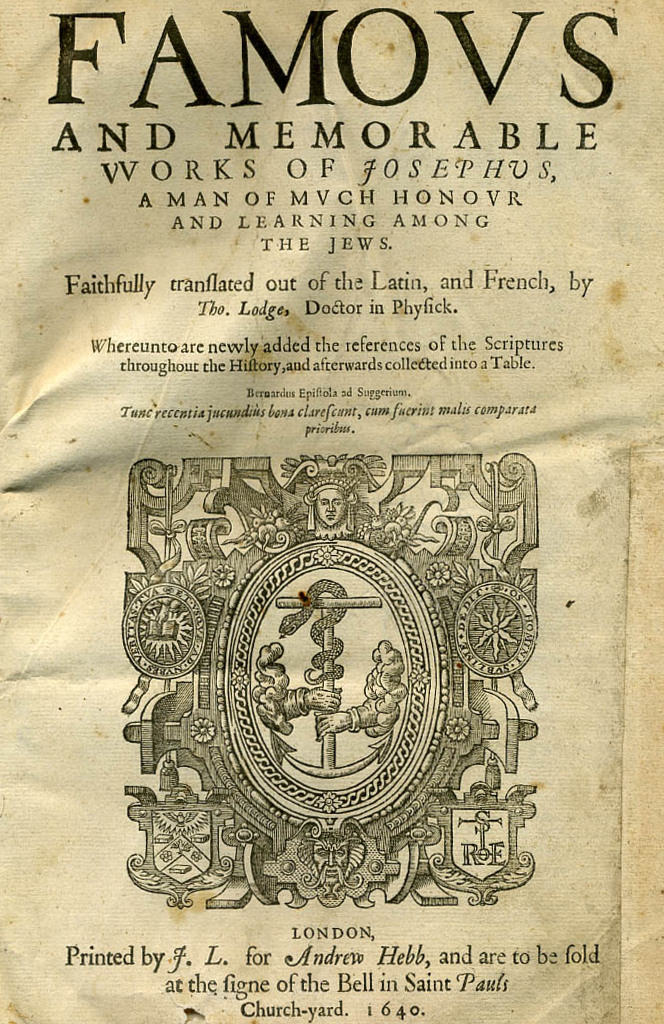
Una edición de 1640 de las Obras de Josefo.

## Tempranas referencias

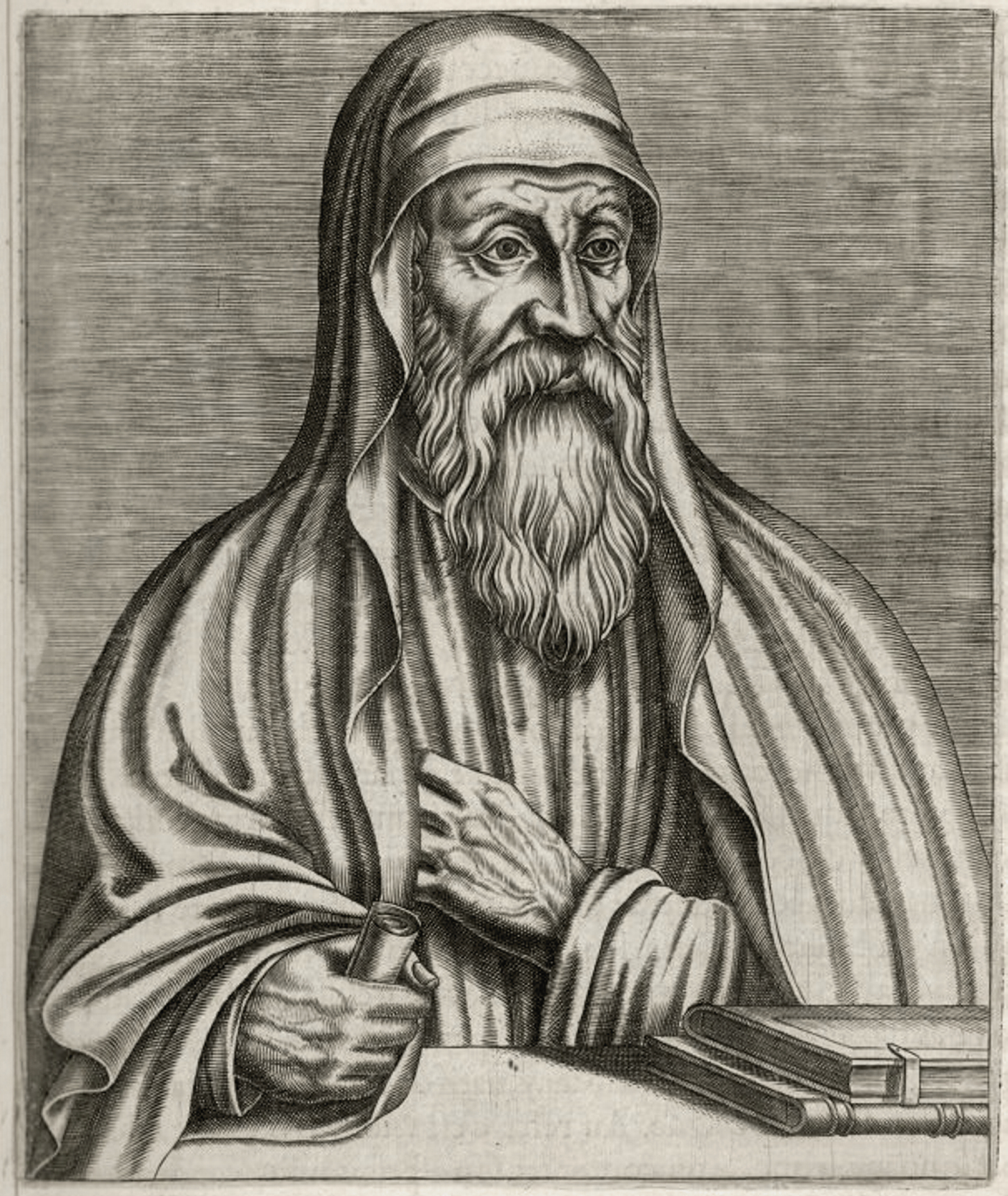
Orígenes de Alejandría.

## Variaciones con las fuentes cristianas

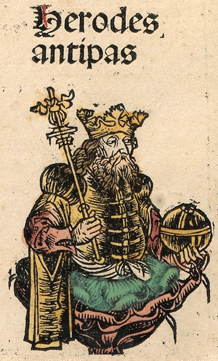
Herodes Antipas en las Crónicas de Núremberg, 1493.

#### Argumentos externos

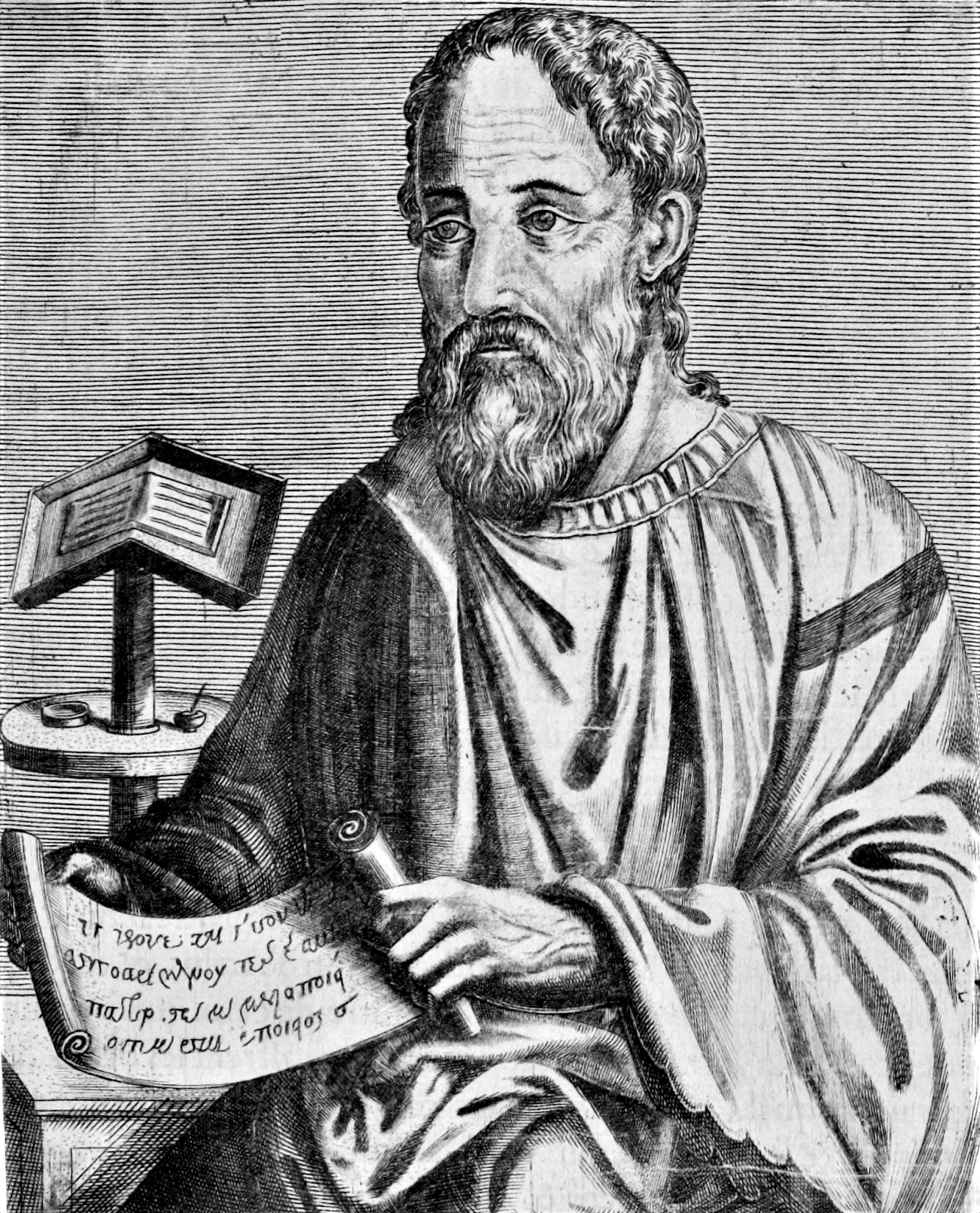
Eusebio de Cesarea.